# Coelioxys immaculata
Coelioxys immaculata är en biart som beskrevs av Cockerell 1912. Coelioxys immaculata ingår i släktet kägelbin, och familjen buksamlarbin. Inga underarter finns listade i Catalogue of Life.